# Cordylus melanotus
Cordylus melanotus är en ödleart som beskrevs av  Smith 1838. Cordylus melanotus ingår i släktet Cordylus och familjen gördelsvansar. Inga underarter finns listade i Catalogue of Life.